# NGC 5086
NGC 5086 – gwiazda podwójna znajdująca się w gwiazdozbiorze Centaura. Zaobserwował ją John Herschel 7 kwietnia 1837 roku i umieścił w swoim katalogu obiektów mgławicowych. Identyfikacja obiektu nie jest pewna. Baza SIMBAD podaje, że NGC 5086 to sąsiednia galaktyka LEDA 46597 (PGC 46597).